# Emma Pooley
Emma Jane Pooley (Londra, 3 ottobre 1982) è una ciclista su strada britannica, attiva nel professionismo dal 2006. È stata medaglia d'argento a cronometro ai Giochi olimpici di Pechino 2008 e campionessa del mondo di specialità nel 2010 a Melbourne.

## Carriera
Membro dell'Università di Cambridge, Emma Pooley iniziò a praticare il ciclismo in seguito ad un infortunio patito nella corsa campestre. Dopo il quarto posto ottenuto nella corsa in linea ai campionati britannici del 2005, e seconda tra le Under-23 (superata solo da Nicole Cooke), fu ingaggiata dal Team Fat Birds UK.
Nel 2007 passò al Team Specialized Designs for Women, con cui vinse una tappa alla Thüringen Rundfahrt e si classificò al terzo posto nella Grande Boucle, versione femminile del Tour de France. Al termine della stagione rappresentò la Gran Bretagna ai campionati del mondo di Stoccarda, classificandosi ottava nella cronometro e nona nella corsa in linea.
Nel 2008 vinse la sua prima corsa importante, il Trofeo Alfredo Binda, seconda prova della Coppa del mondo. In agosto fu convocata in nazionale per i Giochi olimpici di Pechino: concluse ventitreesima nella corsa in linea vinta da Nicole Cooke e vinse la medaglia d'argento nella cronometro, chiudendo a 25 secondi dalla statunitense Kristin Armstrong.
Nella stagione successiva firmò per il team Cervélo. Con il passaggio in una della maggiori squadre femminili mondiali, vinse il titolo nazionale a cronometro e ottenne diversi altri importanti successi, come la Coupe du Monde de Montréal, il Gran Premio Comuni di Vada-Rosignano Marittimo e Livorno e la classifica generale della Grande Boucle. Nel 2010 vinse invece Tour de l'Aude, Giro del Trentino, Freccia Vallone, Grand Prix de Plouay e su tutti il titolo mondiale a cronometro nella rassegna iridata di Melbourne. Nel 2011, vestendo la maglia della nuova Garmin-Cervélo, si impose nel Trofeo Alfredo Binda-Comune di Cittiglio, nella tappa di Valdidentro al Giro d'Italia e nella classifica generale del Tour de l'Ardèche.
Parallelamente all'attività nel ciclismo su strada, si è dedicata al duathlon: nel 2014, nel 2015 e nel 2016 ha vinto i campionati mondiali di duathlon long distance, svoltisi in tutte le occasioni a Zofingen, in Svizzera.

## Palmarès
- 2007 (Team Specialized Designs for Women, una vittoria)

3ª tappa Thüringen Rundfahrt
- 2008 (Team Specialized Designs for Women, cinque vittorie)

Trofeo Alfredo Binda-Comune di Cittiglio
3ª tappa Tour de Bretagne (Kernilis > Le Drennec)
4ª tappa Tour de Bretagne (Plouzané, cronometro)
Classifica generale Tour de Bretagne
3ª tappa Tour de l'Ardèche
- 2009 (Cervélo TestTeam Women, sette vittorie)

Gran Premio Comuni di Vada-Rosignano Marittimo e Livorno
Coupe du Monde de Montréal
1ª tappa Grande Boucle (Bressuire, cronometro)
3ª tappa Grande Boucle (Hagetmau > Pau)
Classifica generale Grande Boucle
Grand Prix de Plouay
Campionati britannici, prova a cronometro
- 2010 (Cervélo TestTeam Women, undici vittorie)

Freccia Vallone
Grand Prix de Suisse-Souvenir Magali Pache
Grand Prix Elsy Jacobs
7ª tappa Tour de l'Aude (Limoux > Roquefeuil)
Classifica generale Tour de l'Aude
1ª tappa Giro del Trentino (Trento > Appiano)
Classifica generale Giro del Trentino
Campionati britannici, prova in linea
Grand Prix de Plouay
Campionati britannici, prova a cronometro
Campionati del mondo, prova a cronometro
- 2011 (Team Garmin-Cervélo, sette vittorie)

Trofeo Alfredo Binda-Comune di Cittiglio
3ª tappa, 1ª semitappa Iurreta-Emakumeen Bira (Elorrio > Kanpazar, cronometro)
8ª tappa Giro d'Italia (Teglio > Valdidentro)
4ª tappa Thüringen Rundfahrt
3ª tappa Tour de l'Ardèche (Vals-les-Bains > Le Teil)
Classifica generale Tour de l'Ardèche
Chur-Arosa
- 2012 (AA Drink, sei vittorie)

Berner Rundfahrt
Durango-Durango Emakumeen Saria
2ª tappa Iurreta-Emakumeen Bira (Lekeitio > Lekeitio)
4ª tappa Tour de l'Ardèche (Vals-les-Bains > Le Teil)
7ª tappa Tour de l'Ardèche (Saint-Just-d'Ardèche > Saint-Martin-d'Ardèche)
Classifica generale Tour de l'Ardèche
- 2013 (Bigla, quattro vittorie)

3ª tappa Tour du Languedoc-Roussillon (Maury > Camurac)
Classifica generale Tour du Languedoc-Roussillon
3ª tappa Tour de Feminin-O cenu Českého Švýcarska (Bogatynia, cronometro)
5ª tappa Tour de Feminin-O cenu Českého Švýcarska (Varnsdorf > Krásná Lípa)
- 2014 (Lotto-Belisol Ladies, quattro vittorie)

Campionati britannici, prova a cronometro
6ª tappa Giro d'Italia (Gaiarine > San Fior)
8ª tappa Giro d'Italia (Verbania > San Domenico di Varzo)
9ª tappa Giro d'Italia (Trezzo sull'Adda > Madonna del Ghisallo)

### Altri successi
- 2007 (Team Specialized Designs for Women)

Rund um Schönaich (Criterium)
Weiach (Criterium)
- 2008 (Team Specialized Designs for Women)

2ª prova Perth Criterium Series (Criterium)
3ª prova Perth Criterium Series (Criterium)
4ª prova Perth Criterium Series (Criterium)
- 2009 (Cervélo TestTeam Women)

Bern-West (Criterium)
- 2010 (Cervélo TestTeam Women)

Classifica squadre Tour de l'Aude cycliste féminin
Classifica scalatrici Tour de l'Aude cycliste féminin
Classifica scalatrici Giro d'Italia
- 2011 (Team Garmin-Cervélo)

GP Oberbaselbiet (Criterium)
Classifica scalatrici Thüringen Rundfahrt
- 2012 (AA Drink-Leontien.nl)

Classifica scalatrici Giro d'Italia
- 2014 (Lotto Belisol Ladies)

Classifica scalatrici Giro d'Italia

## Piazzamenti

### Grandi Giri
- Giro d'Italia

2009: 4ª
2010: 5ª
2011: 2ª
2012: 2ª
2014: 9ª
2016: non partita (8ª tappa)
- Grande Boucle

2007: 3ª
2009: vincitrice

### Competizioni mondiali
- Coppa del mondo

World Cup 2008: 5ª (117 punti)
World Cup 2009: 5ª (150 punti)
World Cup 2010: 8ª (157 punti)
World Cup 2011: 6ª (135 punti)
- Campionati del mondo

Madrid 2005 - In linea Elite: ritirata
Stoccarda 2007 - In linea Elite: 10ª
Stoccarda 2007 - Cronometro Elite: 8ª
Varese 2008 - In linea Elite: 35ª
Varese 2008 - Cronometro Elite: 8ª
Mendrisio 2009 - In linea Elite: 47ª
Mendrisio 2009 - Cronometro Elite: 11ª
Melbourne 2010 - In linea Elite: 20ª
Melbourne 2010 - Cronometro Elite: vincitrice
Copenaghen 2011 - Cronometro Elite: 3ª
Copenaghen 2011 - In linea Elite: 69ª
Limburgo 2012 - Cronosquadre: 3ª
Limburgo 2012 - Cronometro Elite: 4ª
Limburgo 2012 - In linea Elite: 12ª
- Giochi olimpici

Pechino 2004 - In linea: 23ª
Pechino 2004 - Cronometro: 2ª
Londra 2012 - In linea: 40ª
Londra 2012 - Cronometro: 6ª